# Valsesia
La Valsesia es un valle alpino situado al norte del Piamonte en Italia.

## Geografía

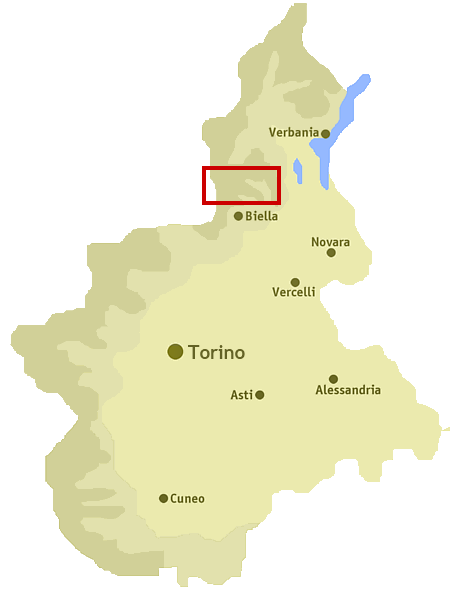
Ubicación del valle en Piamonte

El valle ocupa la parte septentrional de la provincia de Vercelli, y sus aguas confluyen en el río Sesia, que da nombre al valle. La Valsesia se extiende desde el Monte Rosa hasta la llanura de Vercelli y comprende diversos valles laterales, el agua de cuyos torrentes confluyen en el río Sesia. 
Está delimitado por estas fronteras:
| Norte             | Este                     | Sur                                                | Oeste            |
| * Valle de Ossola | * Valles del Lago d'Orta | * Valle del Cervo * Valle Sessera * Llanura padana | * Valle de Aosta |

El valle principal, llamado Val Grande, tiene forma de S tumbada y finaliza en el pueblo de Alagna Valsesia. Numerosos valles laterales se acercan a ésta y en particular la Val Mastallone y la Val Sermenza, que dan el nombre de los respectivos torrentes.
Las localidades principales del valle son Varallo Sesia, Borgosesia, Gattinara, Scopello, Alagna Valsesia, Quarona, Fobello, Rimella, Rima San Giuseppe, Rimasco, Boccioleto, Rossa, Carcoforo, Romagnano Sesia, Vocca, Balmuccia, Scopa, Campertogno, Piode, Cravagliana, Serravalle Sesia.
La Valsesia era una posesión del Ducado de Milán, hasta que el 23 de febrero de 1707 por orden imperial pasó a ser posesión del Ducado de Saboya.

## Economía
En la economía de la Valsesia predomina la industria, especialmente para los habitantes de Varallo, Borgosesia, Quarona, Serravalle, así como la artesanía y el turismo en la parte alta del valle.
En las localidades de la baja Valsesia, hasta Varallo, se han asentado empresas industriales que operan en el sector textil, la grifería y la mecánica de precisión, y también empresas agrícolas. Famoso es el vino Gattinara, nombre que proviene de la homónima ciudad ubicada al inicio del valle.
En la alta Valsesia, en cuyo confín está Varallo Sesia, la actividad industrial deja espacio al turismo veraniego e invernal. 

## Turismo

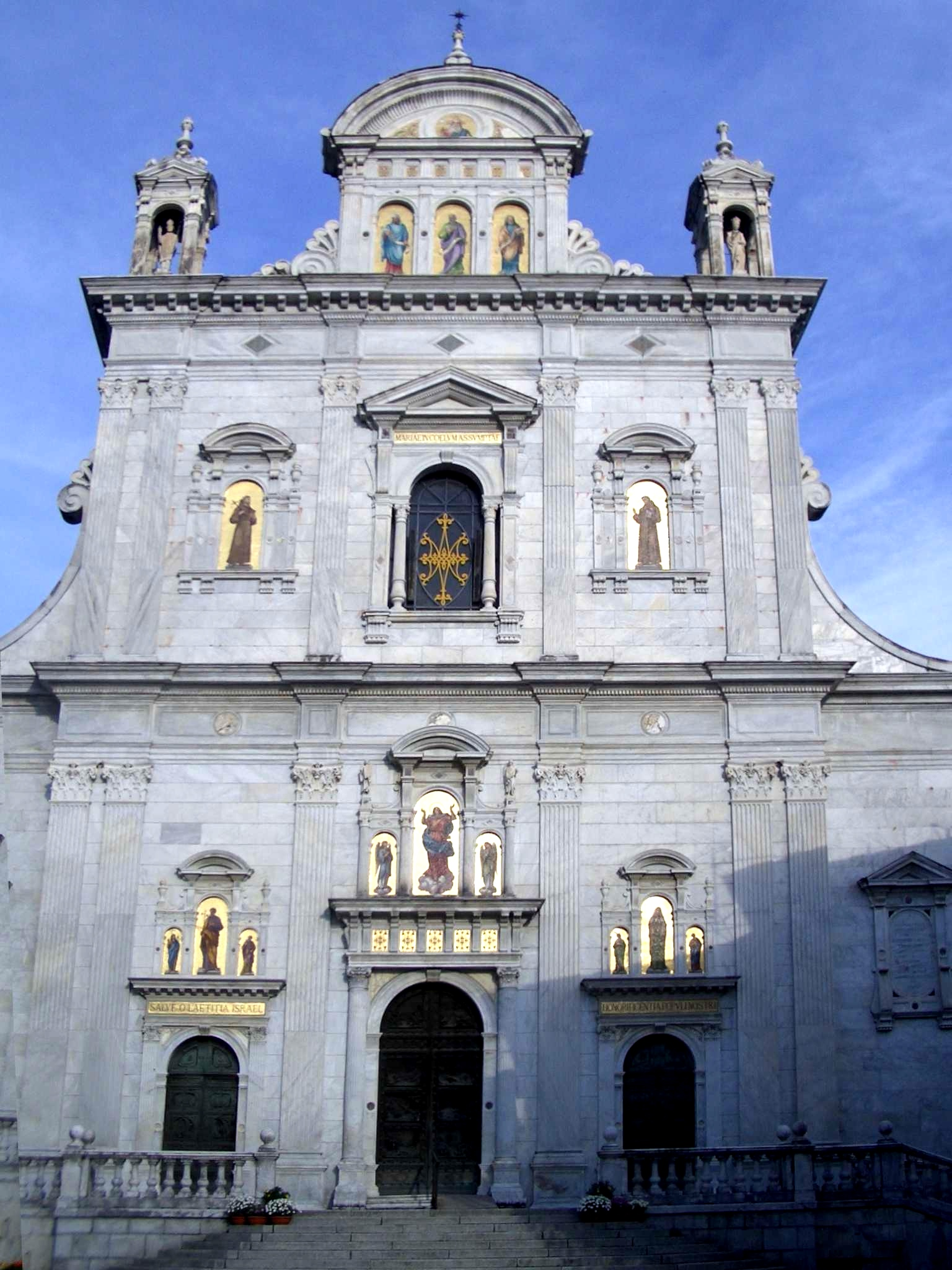
Sacro Monte di Varallo.

Junto al turismo religioso que tiene su máxima expresión en el Sacro Monte di Varallo, el más antiguo sacro monte piamontés, con unos 500 años de existencia, se ha desarrollado en los últimos decenios un turismo ligado a la montaña, gracias a la estación de esquí de Scopello - Alpe di Mera y sobre todo de Alagna Valsesia, y, más recientemente, un turismo acuático: el río Sesia es uno de los mejores ríos en Italia para los deportes canoísticos, llegando a acoger en 2001 los campeonatos europeos de kayak y en 2002 los campeonatos mundiales de la misma especialidad. 
A lo largo del río existen algunas escuelas de canoa, que organizan cursos y descensos. 